# Anii 2050
Anii 2050 reprezintă un deceniu care va începe la 1 ianuarie 2050 și se va încheia la 31 decembrie 2059.

## Predicții

### 2050

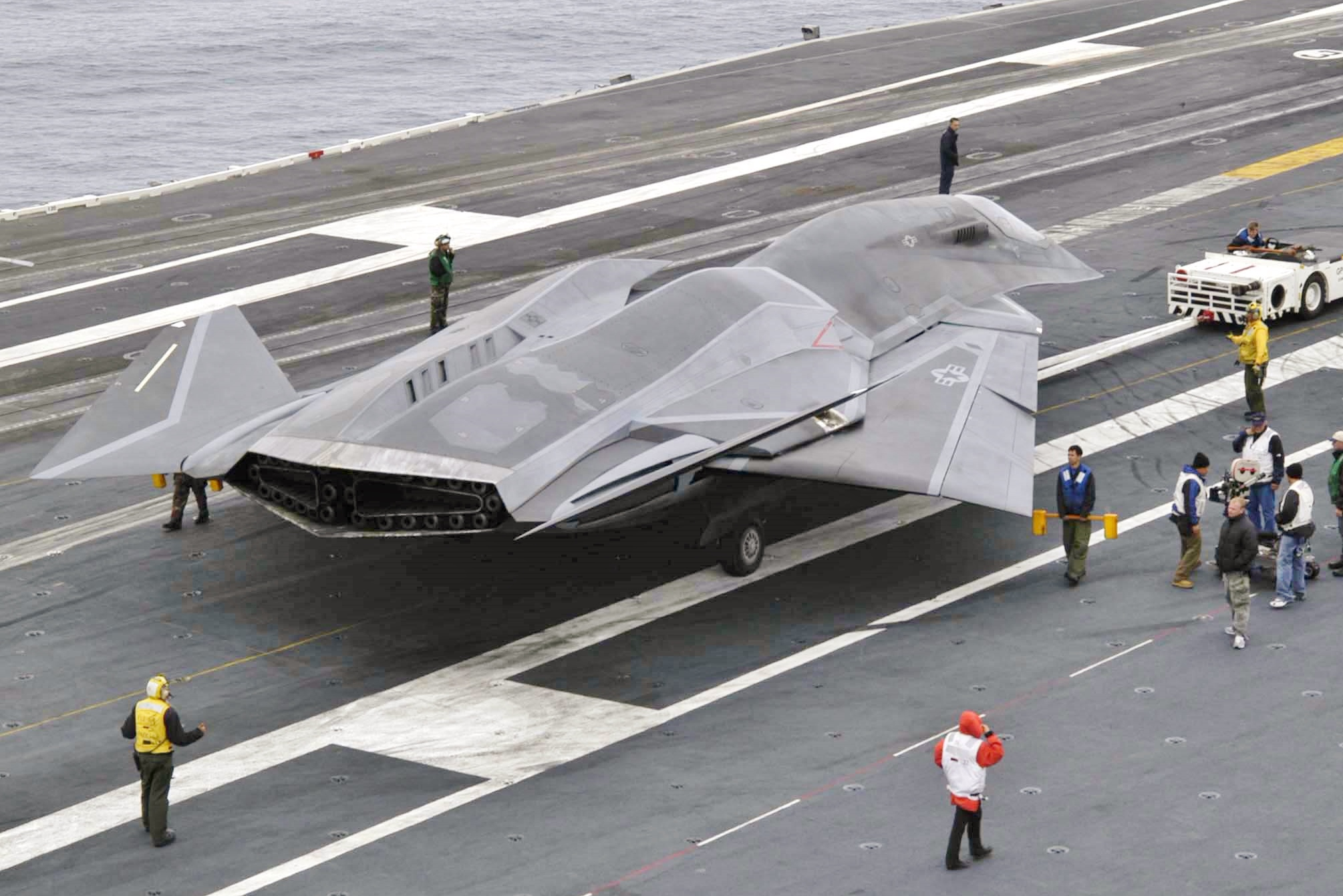
Aeronava futurista

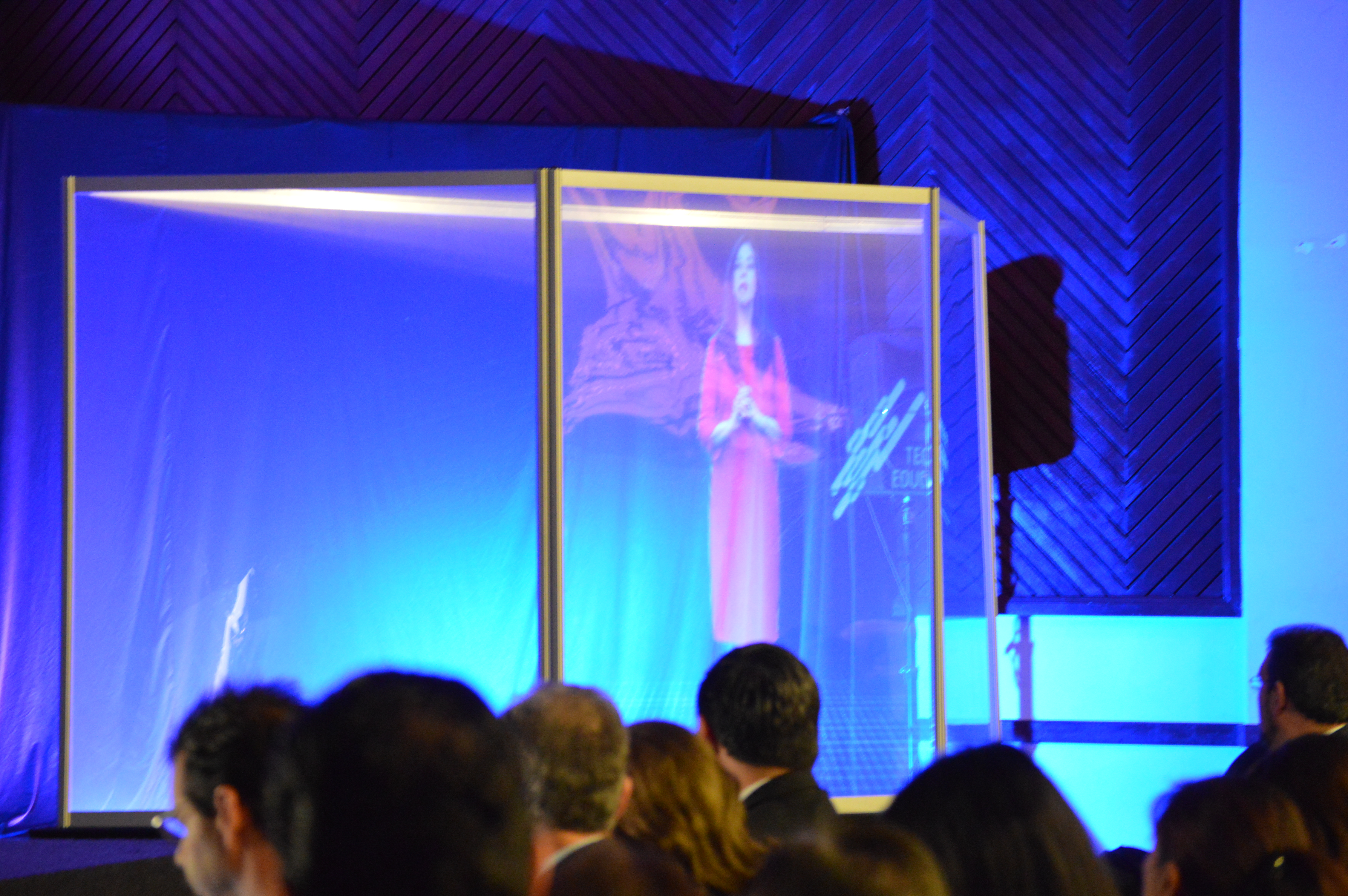
Holograme

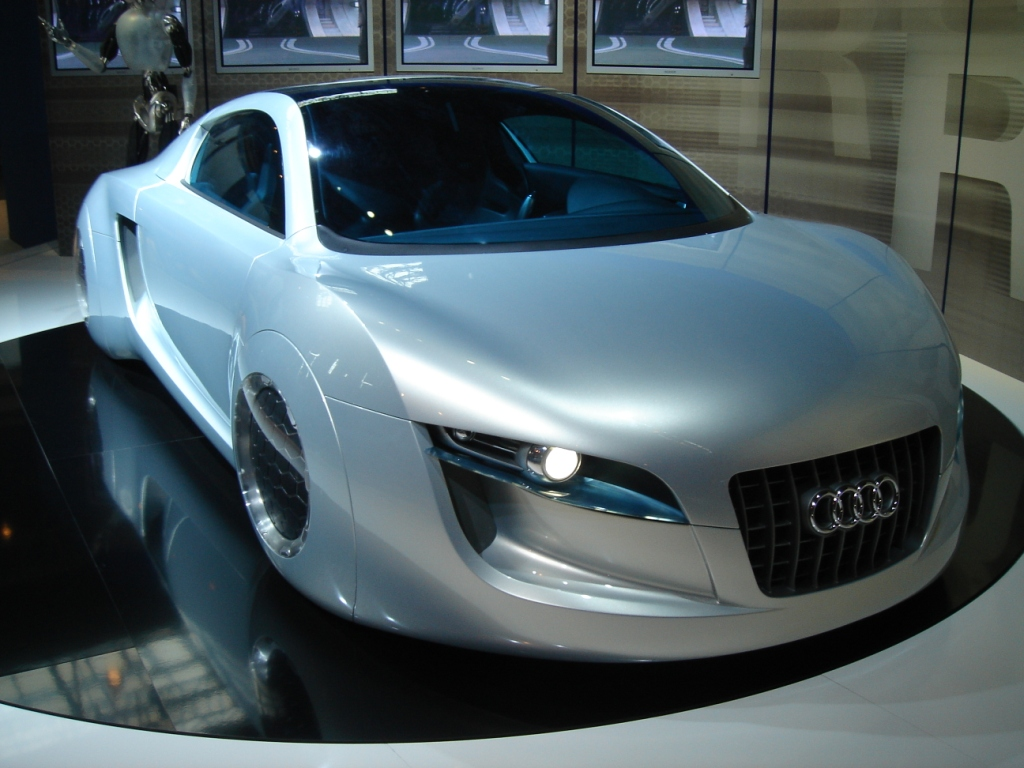
Model de mașină fără șofer

Creșterea populației până în 2050

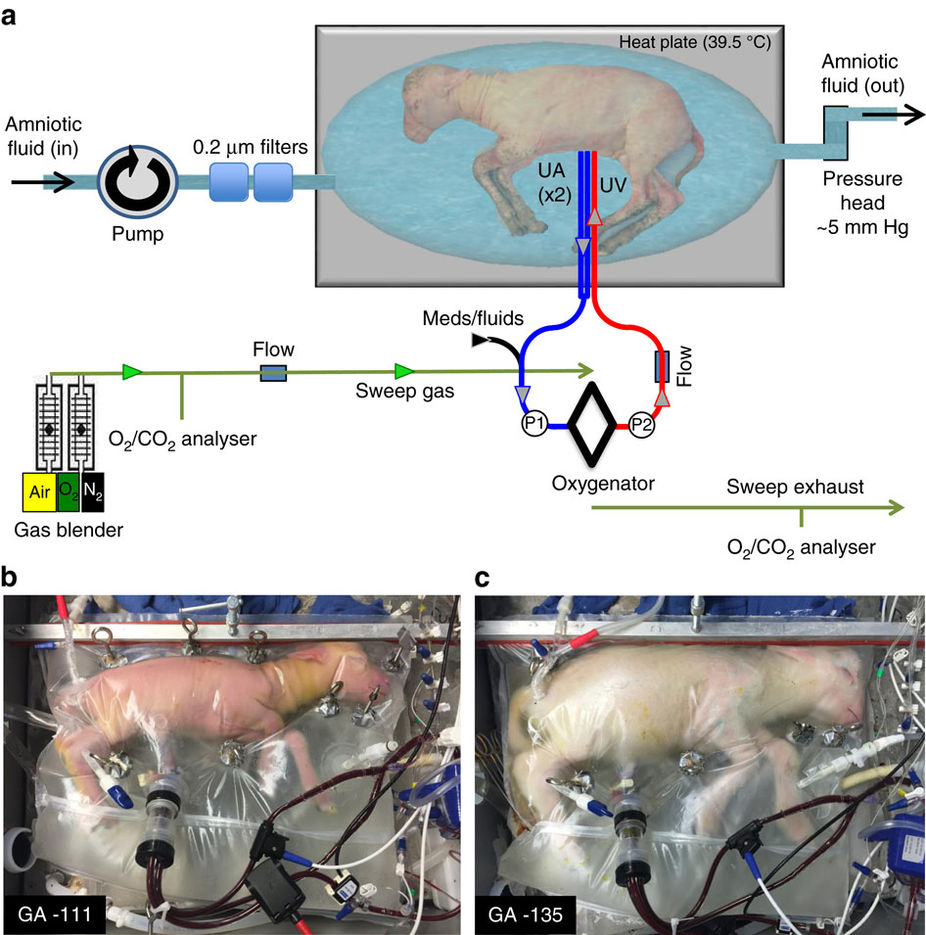
Uter artificial

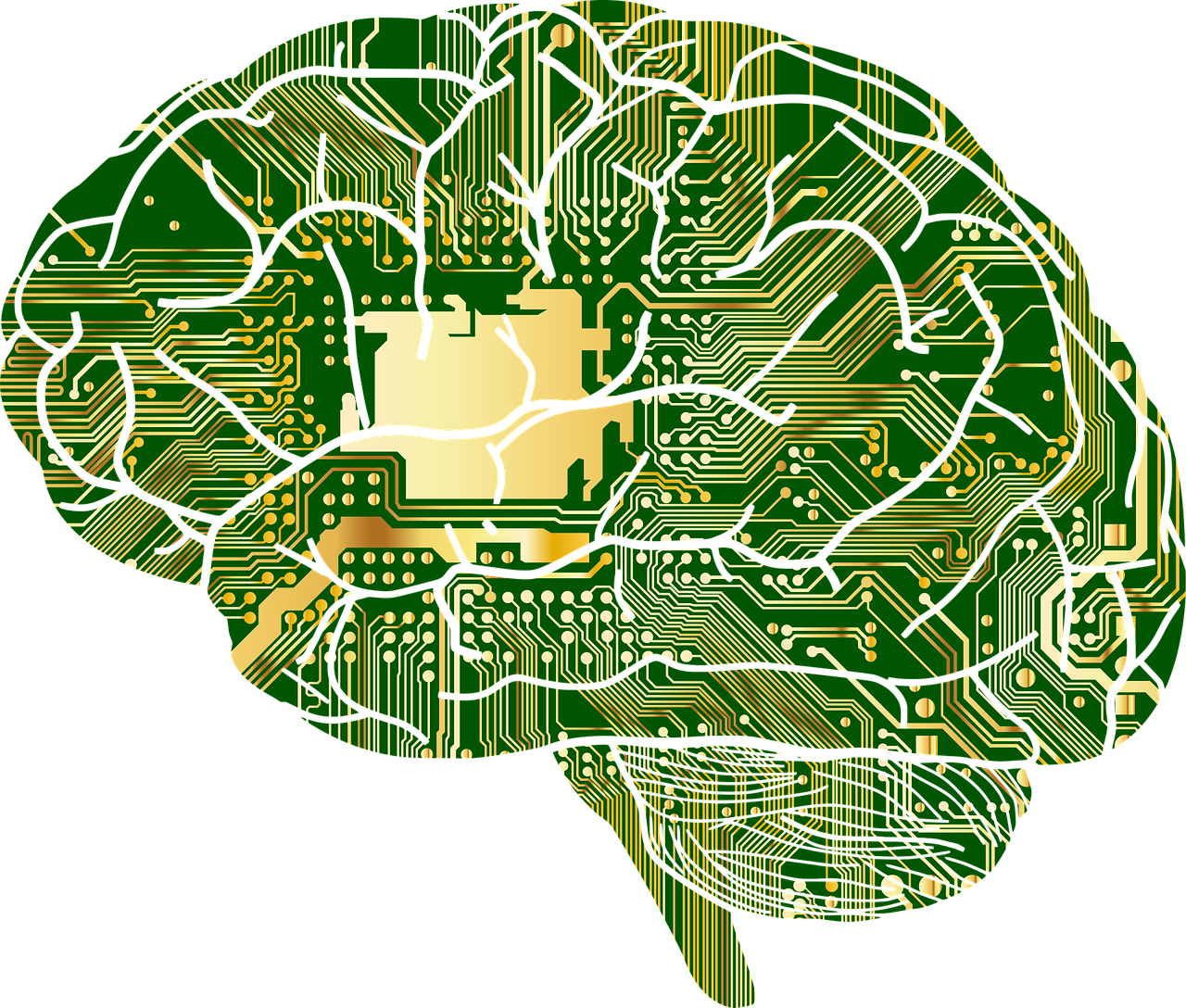
Inteligență Artificială

Scanner medical 3D

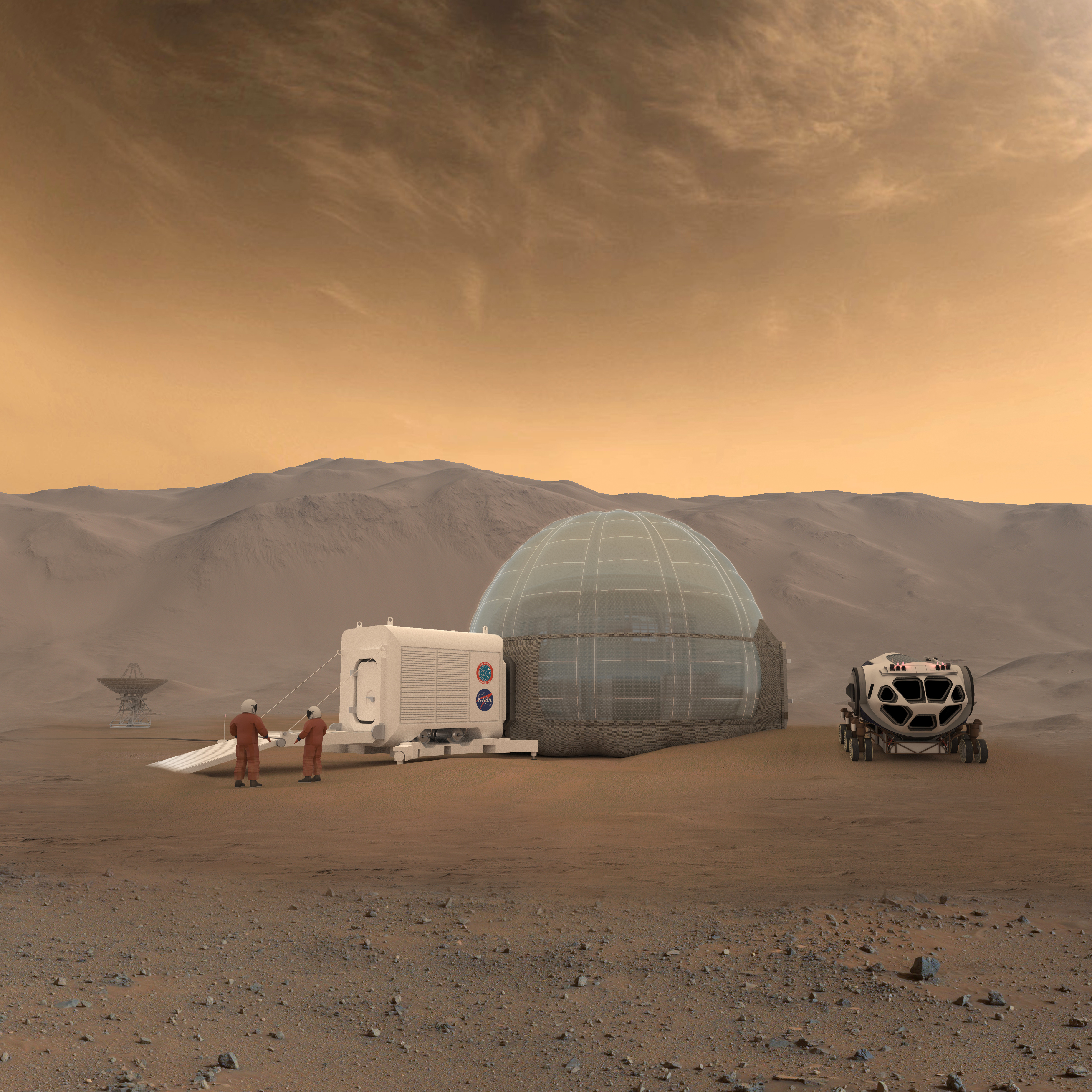
Bază colonială pe Marte

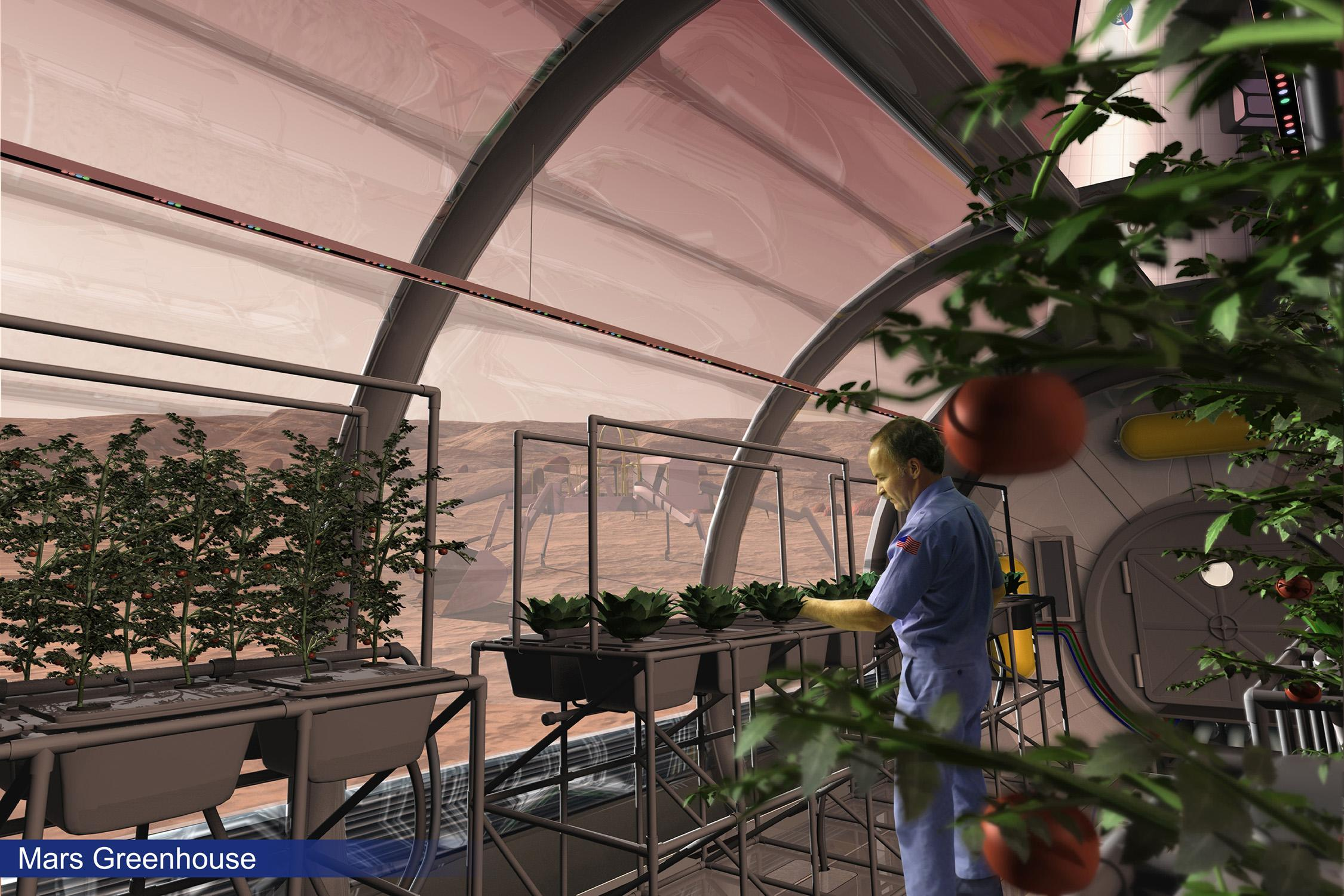
Sera din baza marțiană

- Populația globală va atinge numărul de 9.3 miliarde de locuitori.[1]
- Rata natalității va scadea. [2]
- China, SUA, India, Brazilia și Mexic vor fi cele mai dezvoltate economii din lume. [3]
- Primul lift spațial va fi proiectat. [4]
- Vor fi proiectate primele avioane comerciale hipersonice .[5] Au loc progrese majore în confortul călătoriilor aeriene. [6]
- Întreaga infrastructură a Danemarcei va funcționa pe baza energiilor regenerabile și nepoluante. [7]
- Aproape jumătate din pădurea tropicală din Amazon a fost defrișată.  [8]
- Incendiile sălbatice s-au triplat în unele regiuni.  [9]
- Clădirile inteligente de înaltă tehnologie revoluționează peisajul urban.
- Sunt dezvoltate automobile mai mici, mai sigure, de înaltă tehnologiei. [10]
- China finalizează cel mai mare proiect de deviere a apei din istorie. [11]
- Tehnologia hologramei și scanarea biometricǎ vor fi accesibile. [12]

### 2051
- Populația SUA crește la 400 milioane de locuitori. Locuitorii de rasă albă și de religie creștină vor deveni o minoritate.[13]

### 2052
- Va putea fi admirată cea mai mare "Superlună" din secolul 21.  [14]

### 2053
- Sunt proiectați primii copii modificați genetic în laborator pentru oamenii bogați. Nașterile vor fi efectuate pe cale artificialǎ.ref>content.time.com/time/arts/article/0,8599,1890927,00.html </ref>

### 2054
- Intensitatea ploilor crește cu 20% lanivel global.[15]

### 2055
- Populația lumii ajunge la10 miliarde de locuitori.[16]

### 2056
- Temperatura globală crește cu 3 grade. [17]

### 2057
- Sunt dezvoltate apărături portabile ce pot scana, analiza și diagnostica starea medicală a corpului uman. [18]

### 2058
- Sunt dezvoltate supercomputere al căror inteligență artificială pot simula echivalentul a unui miliard de creiere umane. [19]

### 2059
- Încheierea epocii petrolului-debutul fenomenului "peak oil". Majoritatea națiunilor sunt nevoite să renunțe la folosirea carburanților. [20]
- Este construită prima baza colonială permanentă pe planeta Marte. [21]

## Cultura populară

### Filme & Seriale
- Planeta Roșie (film)
- Sunshine
- Repo! The Genetic Opera
- Lost in Space
- The Last Train
- The Age of Stupid

### Jocuri
- Call of Duty: Advanced Warfare
- Deus Ex